# At San Quentin
At San Quentin è un album live del cantautore country Johnny Cash pubblicato dall'etichetta Columbia Records nel 1969. Si tratta della registrazione di un concerto tenutosi il 24 febbraio 1969 all'interno del carcere di massima sicurezza di San Quintino, in California. Il concerto venne interamente filmato dalla Granada Television.
Uscito sull'onda del successo che aveva riscosso il precedente At Folsom Prison di ambientazione similare, l'album riscosse un buon successo di pubblico e critica raggiungendo la prima posizione nella classifica Billboard 200 per quattro settimane, la quarta nei Paesi Bassi e la sesta in Norvegia e ricevette nomination per diversi Grammy Award, inclusa quella come Miglior album dell'anno e si aggiudicò il premio Best Male Country Vocal Performance per la canzone A Boy Named Sue che raggiunse la seconda posizione nella Billboard Hot 100, la terza in Canada ed Irlanda e la quarta nel Regno Unito.

## Il disco

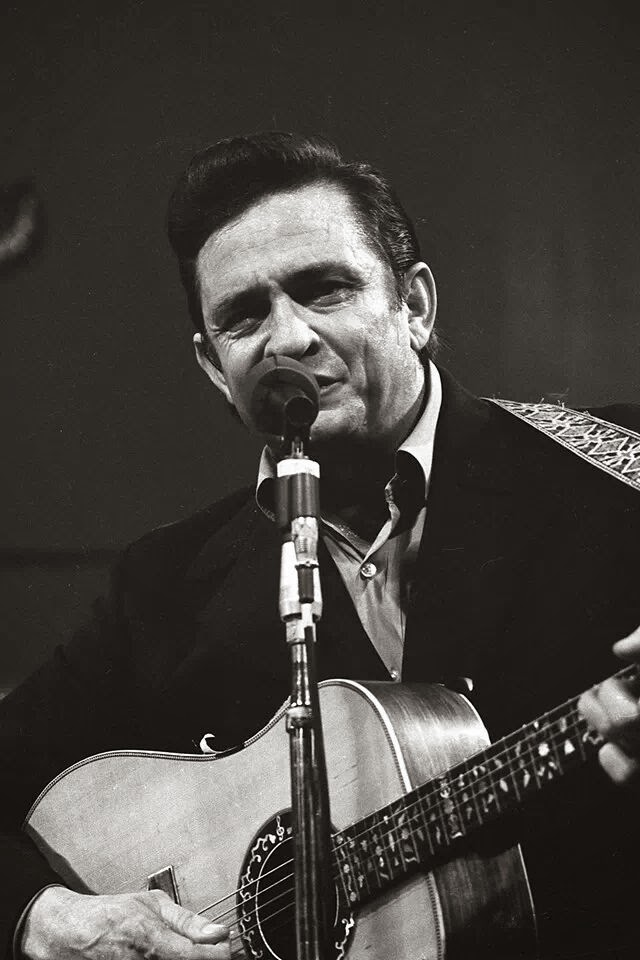
Johnny Cash durante il concerto a San Quintino

Nel 1968 Johnny Cash aveva registrato un celebre concerto nella prigione di Folsom, pubblicato con successo su LP. Questa volta fu il carcere di massima sicurezza di San Quintino ad essere scelto come location per l'esibizione. Nella versione originale in vinile, l'ordine dei brani eseguiti durante il concerto venne stravolto e numerose canzoni furono escluse dall'album, presumibilmente per ragioni di spazio. Nonostante le limitazioni di tempo imposte dal formato LP in vinile, tuttavia, entrambe le esecuzioni della canzone San Quentin (Cash accettò di risuonarla su richiesta del pubblico) furono incluse nella versione finale dell'album. Alcune delle tracce furono censurate a causa del linguaggio scurrile in esso contenute. A dispetto del titolo della versione pubblicata su compact disc nel 2000, At San Quentin (The Complete 1969 Concert), il CD non contiene il concerto integrale, ma include svariate tracce aggiuntive. Nel 2010, l'album venne ristampato in vinile dalla Sundazed Records con il numero di catalogo originale della Columbia (LP 5362). La ristampa della Sundazed è l'esatta copia del disco originale eccezion fatta per il retrocopertina dove è presente un codice a barre. Eseguiti ma non inclusi nel disco furono i brani Jackson e Orange Blossom Special. Due tracce furono rallentate circa della metà (Starkville City Jail e Blistered), possibilmente per poter utilizzare un altro registratore mentre il nastro del registratore principale veniva cambiato.
Questo fu il primo album di Cash ad essere registrato senza la presenza di Luther Perkins, chitarrista membro dei Tennessee Two, morto pochi mesi prima in un incendio. Nell'album, si sente Cash omaggiare l'amico scomparso.
Due canzoni debuttarono dal vivo durante lo show: San Quentin e A Boy Named Sue. Secondo il biografo Robert Hilburn, la decisione di Cash di suonare due volte San Quentin non fu improvvisata date le richieste del pubblico, ma bensì premeditata poiché la canzone era una delle novità maggiori, sebbene sul disco sembri invece il contrario. Ancora secondo Hilburn, Cash decise spontaneamente di eseguire A Boy Named Sue durante lo show senza che nessuno della band lo sapesse (anche se annunciò che la avrebbe suonata all'inizio del concerto); ricorse ad un foglio di carta con il testo scritto sopra per cantare le liriche mentre Carl Perkins e il resto della band improvvisarono l'accompagnamento.

## Speciale tv e dito medio alzato
Il concerto venne ripreso dalla Granada Television per essere trasmesso sulla televisione britannica. Nella versione estesa del concerto pubblicata dalla Columbia/Legacy nel 2000, è possibile sentire Cash esprimere la propria frustrazione nell'essere istruito su cosa suonare e dove stare prima dell'esecuzione di I Walk the Line. La famosa fotografia che ritrae un arrabbiato Cash che mostra il dito medio all'obiettivo fu scattata in questa circostanza; nelle note interne della ristampa dell'album del 2000, Cash spiegò che il gesto era diretto ai tecnici della Granada che gli ostruivano la visuale del pubblico.

## Accoglienza
| Recensione       | Giudizio      |
| ---------------- | ------------- |
| AllMusic         | [ 3 ]         |
| Robert Christgau | B−            |
| Rolling Stone    | Favorevole    |
| Ondarock         | (Consigliato) |

L'album ricevette diverse nomination ai Grammy Awards, inclusa quella come Album of the Year, e vinse il premio Grammy Award alla miglior interpretazione vocale maschile di musica country per A Boy Named Sue.

## Tracce
Tutti i brani sono opera di Johnny Cash eccetto dove indicato.

### Versione originale LP (1969)
Lato 1
1. Wanted Man (Bob Dylan/Johnny Cash)
2. Wreck of the Old 97 (arrangiamento ad opera di Cash, Bob Johnston, Norman Blake)
3. I Walk the Line
4. Darling Companion (John Sebastian)
5. Starkville City Jail

Lato 2
1. San Quentin
2. San Quentin
3. A Boy Named Sue (Shel Silverstein)
4. (There'll Be) Peace in the Valley (Thomas A. Dorsey)
5. Folsom Prison Blues

### Ristampa in CD (2000)
1. Big River – 1:56
2. I Still Miss Someone (J. Cash, Roy Cash) – 1:52
3. Wreck of the Old 97 (arrangiamento ad opera di Cash, Johnston, Blake) – 2:05
4. I Walk the Line – 3:29
5. Darlin' Companion (Sebastian) – 3:21
6. I Don't Know Where I'm Bound (T. Cuttie) – 2:24
7. Starkville City Jail – 6:15
8. San Quentin – 4:07
9. San Quentin – 3:13
10. Wanted Man (Dylan) – 3:24
11. A Boy Named Sue (Silverstein) – 3:59
12. (There'll Be) Peace in the Valley (Dorsey) – 2:30
13. Folsom Prison Blues – 4:24
14. Ring of Fire (June Carter, Merle Kilgore) – 2:07
15. He Turned the Water Into Wine – 4:01
16. Daddy Sang Bass (Carl Perkins) – 2:43
17. The Old Account Was Settled Long Ago (L.R. Dalton) – 2:16
18. Closing Medley: Folsom Prison Blues/I Walk the Line/Ring of Fire/The Rebel-Johnny Yuma (Cash)/(Cash)/(Carter, Kilgore)/(R. Markowitz, A. Fenady) – 5:08

### Legacy Edition (2006)
Disco 1
Carl Perkins
1.  Blue Suede Shoes (Carl Perkins) - 3:52
The Statler Brothers
2.  Flowers on the Wall - 3:27
The Carter Family
3.  The Last Thing on My Mind (Tom Paxton) - 3:34
4.  June Carter Cash Talks To The Audience - 2:41
5.  Wildwood Flower (Maud Irving, Joseph Philbrick Webster) - 3:49
Johnny Cash
6.  Big River - 1:43
7.  I Still Miss Someone - 1:50
8.  Wreck of the Old 97 (arrangiamento ad opera di Cash, Johnston, Blake) - 3:24
9.  I Walk the Line - 2:28
10. Medley: The Long Black Veil/Give My Love To Rose (Danny Dill, Marijohn Wilkin) - 4:06
11. Folsom Prison Blues - 3:00
12. Orange Blossom Special (Ervin T. Rouse) - 3:03
Johnny Cash, June Carter Cash & Carl Perkins
13. Jackson (Jerry Leiber, Billy Edd Wheeler) - 3:23
14. Darlin' Companion (Sebastian) - 2:24
The Carter Family & Carl Perkins
15. Break My Mind - 2:56
Johnny Cash & Carl Perkins
16. I Don't Know Where I'm Bound - 5:14
17. Starkville City Jail - 3:32
Disco 2
1.  San Quentin - 4:09
2.  San Quentin - 3:13
3.  Wanted Man (Dylan/Cash) - 3:29
Carl Perkins
4.  Restless (Perkins) - 3:54
Johnny Cash & Carl Perkins
5.  A Boy Named Sue - 3:45
6.  Blistered - 1:46
Johnny Cash, The Carter Family & Carl Perkins
7.  (There'll Be) Peace in the Valley (Dorsey) - 3:14
Carl Perkins
8.  The Outside Looking In - 3:00
The Statler Brothers & Carl Perkins
9.  Less of Me - 2:45
Johnny Cash, The Carter Family & Carl Perkins
10. Ring of Fire (Carter, Kilgore) - 2:07
Johnny Cash, The Carter Family, The Statler Brothers & Carl Perkins
11. He Turned The Water Into Wine - 4:01
12. Daddy Sang Bass - 2:43
13. The Old Account Was Settled Long Ago (Dalton) - 2:16
14. Closing Medley: Folsom Prison Blues (June Carter Cash)/I Walk The Line (The Carter Family)/Ring Of Fire (The Statler Brothers)/Folsom Prison Blues (Carl Perkins)/The Rebel - Johnny Yuma (Johnny Cash)/Folsom Prison Blues (Johnny Cash) - 5:08
Disco 3 (DVD)
Contiene l'originale documentario prodotto nel 1969 dalla Granada TV (circa 60 minuti)

## Formazione
- Johnny Cash - voce, chitarra acustica
- June Carter Cash - voce
- Carter Family - cori, Autoharp, chitarra
- Marshall Grant - basso
- W.S. Holland - batteria
- Carl Perkins - chitarra elettrica
- Bob Wootton - chitarra elettrica
- The Statler Brothers - cori

## Classifiche
| Classifica (2022) | Posizione massima |
| ----------------- | ----------------- |
| Grecia            | 16                |